# Neea brevipedunculata
Neea brevipedunculata är en underblomsväxtart som beskrevs av Julian Alfred Steyermark. Neea brevipedunculata ingår i släktet Neea och familjen underblomsväxter. Inga underarter finns listade i Catalogue of Life.